# Bharathavadi, Hunsur
Bharathavadi là một làng thuộc tehsil Hunsur, huyện Mysore, bang Karnataka, Ấn Độ.